# Cheech & Chong's The Corsican Brothers
 (avril 2015).
Le contenu est difficilement compréhensible vu les erreurs de traduction, qui sont peut-être dues à l'utilisation d'un logiciel de traduction automatique.
Cheech & Chong's The Corsican Brothers est le sixième et dernier film du duo Cheech & Chong.
Cheech Marin et Tommy Chong y tiennent le rôle de deux frères dans cette parodie du roman d'Alexandre Dumas Les Frères corses.

## Synopsis
À Paris, deux frères musiciens qui veulent donner un grand concert découvrent le secret d'une terrible malédiction lorsqu'ils font la connaissance d'une gitane.

## Distribution
- Cheech Marin : Louis Corsican
- Tommy Chong : Lucian Corsican
- Roy Dotrice : The Evil Fuckaire/Ye Old Jailer
- Shelby Chong : Princess I
- Rikki Marin : Princess II
- Edie McClurg : The Queen
- Robbi Chong : Princess III
- Rae Dawn Chong : le tzigane
- Kay Dotrice : The Midwife
- Jennie C. Kos : la mère enceinte
- Martin Pepper : Martin
- Yvan Chiffre : Tax Collector #1
- Dan Schwarz : Tax Collector #2
- Jean-Claude Dreyfus : marquis Du Hickey
- Serge Fedoroff : Nostrodamus
- Elisabeth Grosz : Pretty servant #2